# Leptinotarsa
Leptinotarsa is een geslacht van kevers uit de familie bladkevers (Chrysomelidae). De wetenschappelijke naam ervan werd in 1836 voorgesteld door Auguste Chevrolat. Chevrolat plaatste er zes soorten in die volgens hem allemaal uit Mexico afkomstig waren: hopfneri Dejean, grandis Dejean, heydenii Höpfner, duodecimpustulata Chevrolat, cacica Dejean en cinctipennis Chevrolat. Bij geen van deze namen werd echter een beschrijving gegeven, of verwezen naar een eerdere beschrijving. In 1860 werd door Motschulski als typesoort Leptinotarsa heydeni aangewezen, waarvan in 1858 door Carl Stål de naam geldig was gepubliceerd, dat wil zeggen met een beschrijving. Stål gaf in dezelfde publicatie ook een beschrijving van het geslacht. Diverse auteurs beschouwen de naam van Chevrolat als een nomen nudum, en citeren de naam daarom als Leptinotarsa Stal, 1858.
Vertegenwoordigers van dit geslacht komen van oorsprong uitsluitend voor in de Nieuwe Wereld. De coloradokever (Leptinotarsa decemlineata) is een lid van dit geslacht. Deze kever is een berucht plaaginsect dat leeft op de aardappelplant, en met die plant de overtocht naar Europa heeft gemaakt.

## Soorten
In de volgende lijst zijn de soorten opgesomd die in 1988 door Richard L. Jacques werden opgenomen in zijn tabel voor de bepaling van de Noord-Amerikaanse soorten. Dat betekent dat de soorten die uitsluitend voorkomen in Zuid-Amerika hier ontbreken.
- Leptinotarsa behrensi Harold, 1877
- Leptinotarsa boucardi Achard, 1923
- Leptinotarsa cacica Stal, 1858
- Leptinotarsa calceata Stal, 1858
- Leptinotarsa chalcospila Stal, 1858
- Leptinotarsa decemlineata (Say, 1824) – Coloradokever
- Leptinotarsa defecta (Stal, 1859)
- Leptinotarsa dohrini Jacoby, 1883
- Leptinotarsa flavitarsis (Guérin-Méneville, 1855)
- Leptinotarsa haldemani (Rogers, 1856)
- Leptinotarsa heydeni Stal, 1858
- Leptinotarsa hogei Jacoby, 1883
- Leptinotarsa juncta (Germar, 1824)
- Leptinotarsa lacerata Stal, 1858
- Leptinotarsa lineolata (Stal, 1863)
- Leptinotarsa melanothorax (Stal, 1859)
- Leptinotarsa novemlineata Stal, 1860
- Leptinotarsa obliterata (Chevrolat, 1833)
- Leptinotarsa peninsularis (Horn, 1894)
- Leptinotarsa pudica Stal, 1860
- Leptinotarsa rubiginosa (Rogers, 1854)
- Leptinotarsa similis Bowditch, 1911
- Leptinotarsa stali Jacoby, 1883
- Leptinotarsa texana Schaeffer, 1906
- Leptinotarsa tlascalana Stal, 1858
- Leptinotarsa tumamoca Tower, 1918
- Leptinotarsa typografica Jacoby, 1891
- Leptinotarsa undecemlineata (Stal, 1859)
- Leptinotarsa virgulata Achard, 1923
- Leptinotarsa zetterstedti Stal, 1859